# Timeloop: Sink Again Beach
Timeloop: Sink Again Beach — нелінійний пригодницький екшен-квест від першої особи про піратів і подорожі в часі, від українських розробників FangsLab і Fatcoon. Переміщаючись в просторі і часі, гравець повинен зрозуміти, що відбувається на острові і як головний герой може звідти вибратися. Проходження гри розраховане на 2-4 години. Хронологія проходження гри при цьому залежить лише від гравця.

## Системні вимоги
Мінімальні системні вимоги
- ОС: Windows 10
- Процесор: Intel Q9450 @ 2.6GHz or AMD Phenom II X6 @ 3.3 GHz
- Оперативна пам'ять: 4 GB ОП
- Відеокарта: Nvidia GeForce GTX 650 or AMD Radeon 7750
- DirectX: версії 11
- Місце на диску: 5 GB доступного місця

## Ігровий процес
Опис гри зі Steam
«Джек припливає на Острів Смерті, щоб розвіяти порох свого друга Дональда. Відразу після прибуття Джек розуміє, що так просто він з острова забратися не зможе. Усі мешканці та гості Острови Смерті — неоднозначні персонажі. Кому можна довіряти?»
Основна ідея гри полягає в імітації подорожі в часі. Повертаючись при цьому, ви починаєте існувати одночасно з собою з минулого або майбутнього. При цьому основні часові парадокси вирішено на рівні ігрової механіки. Основними правилами подорожі в часі в грі є:
- Гравець може переміститися в конкретний час в межах однієї доби (ранок, день, вечір і ніч) скільки завгодно разів і в будь-якій послідовності.
- Для переміщення в часі гравець використовує «телепорти», які мають статичну координату в просторі.
- З одного часу в інший не можна потрапити без явної телепортації (просто почекати).[3]

Гравець, повинен сам вирішити, в якій послідовності взаємодіяти з простором і часом. Сюжет поданий не лінійно. У грі неможливо померти, але можна зламати просторово-часовий континуум. В цьому випадку ви просто починаєте з чекпоінту.
Гра невимоглива до ресурсів, але є досить симпатична графіка, яку розробник Пилип Баздирєва запозичив у грі власного брата Артема Баздирєва, Sink Again, що вийшла на Steam два роки тому. Зараз Sink Again видалена зі Steam на прохання автора на знак протесту проти того, що Valve продовжує співпрацю з росіянами.
В грі є декілька кінцівок.

## Локалізація
Гра офіційно локалізована трьома мовами: українська, англійська, французька
В грі є дві озвучки: українська і англійська.
Героїні у грі розмовляють голосом української акторки та режисерки дубляжу Катерини Брайковської. А чоловічих персонажів озвучили Павло Скороходько (офіційний український голос Гаррі Поттера та Губки Боба) та Матвій Ніколаєв. Саме українську озвучку розробник гри, Пилип Баздирєва, вважає канонічною, адже він сам брав участь в процесі й коригував його.
До англійської версії гри залучили виконавців з Англії, США та Канади.